# How to Tatort
How to Tatort ist eine Mockumentary-Miniserie von Radio Bremen, die anlässlich des 50-jährigen Jubiläums der Filmreihe Tatort produziert wurde. Die Miniserie begleitet ein Tatort-Team um die Schauspieler Jasna Fritzi Bauer, Luise Wolfram und Dar Salim bei der Teamfindung und am Set eines neuen Tatorts aus Bremen. Zuvor gab es bereits die Online-Miniserie Lammerts Leichen.

## Handlung
Im Stile einer Making-Of-Dokumentation werden die drei Schauspieler Jasna Fritzi Bauer, Luise Wolfram und Dar Salim am Set eines neuen Tatorts aus Bremen begleitet. In jeder Folge treten bekannte Schauspieler aus anderen Tatorten auf, um dem neuen Team Glück zu wünschen. Dabei entstehen wegen der recht unterschiedlichen Charaktere mehrere Intrigen und Verwicklungen. Als jedoch plötzlich Anschläge auf das Team dazwischen kommen und das ungleiche Team schließlich von außen sabotiert wird, beschließen die drei Schauspieler, auch nach einem Tipp von Meret Becker selbst zu ermitteln, und stoßen auf eine Verschwörung alter Männer, die ihre Machtposition schwinden sehen und deshalb das neue Team sabotieren.

## Entstehung und Veröffentlichung
Die Mockumentary gibt vor, die Dreharbeiten zur ersten Tatort-Folge aus Bremen mit dem neuen Team zu dokumentieren. Dieser wurde im Frühsommer 2021 tatsächlich mit Jasna Fritzi Bauer, Luise Wolfram und Dar Salim ausgestrahlt. In dem satirischen Format spielen nicht nur die drei Schauspieler Karikaturen ihrer selbst, sondern auch alle anderen Gaststars. Dabei fallen ironische Spitzen gegen andere Tatort-Teams und auch der Öffentlich-rechtliche Rundfunk wird mehrfach auf die Schippe genommen. Auch Dar Salims Rolle bei Game of Thrones wird thematisiert.
Produziert wurde die Mockumentary von Radio Bremen und der Bildundtonfabrik. Bei allen Folgen führte Pia Hellenthal Regie. Head-Autor Sebastian Colley schrieb die Drehbücher gemeinsam mit Tarkan Bagci und Dennis Eick. Produziert wurde die Serie zwischen August und September 2020 am Rande der Dreharbeiten zur realen Tatort-Episode. Die Premiere erfolgte zunächst am 20. November 2020 als Webserie über die ARD Mediathek. Eine Fernsehausstrahlung am Stück erfolgte am 17. Dezember auf One.

## Kritiken
„Wer einen auch nur halbwegs realistischen Blick hinter die Kulissen einer Fernsehkrimiproduktion erwartet, den dürfte How to Tatort enttäuschen. Ganz spielerisch verhandelt die Serie dafür Themen wie den öffentlich-rechtlichen Rundfunk, Genderpolitik oder auch den Realitätsgehalt von Fernsehkrimis. Es bleibt zu hoffen, dass die kommenden Tatorte aus Bremen auch so modern, frech und originell erzählt ausfallen.“

Medienjournalist und Tatort-Experte Matthias Dell äußerte sich auf Deutschlandfunk Kultur lobend über die Serie und ihren Humor.

## Episodenliste
| Nr. | Originaltitel | Zusammenfassung | Erstveröffentlichung Deutschland | Regie          | Drehbuch                       | Gast                                                                                |
| --- | ------------- | --- | -------------------------------- | -------------- | ------------------------------ | ----------------------------------------------------------------------------------- |
| 1   | Folge 1       | Das erste Treffen des neuen Teams im Produktionsbüro vom Tatort Bremen. | 20. Nov. 2020                    | Pia Hellenthal | Sebastian Colley, Dennis Eick  | Anna Schudt                                                                         |
| 2   | Folge 2       | Nach dem geplatzten Treffen findet ein Abendessen statt, bei dem die Wogen geglättet werden sollen. Beim Schauspieltraining mit Wolfram Koch erleidet Dar jedoch einen allergischen Schock, nachdem er versehentlich eine Cashew gegessen hat, die Luise eingebacken hatte. | 20. Nov. 2020                    | Pia Hellenthal | Sebastian Colley, Dennis Eick  | Wolfram Koch                                                                        |
| 3   | Folge 3       | Ohne Dar gehen Luise und Jasna zu einem Spezialtraining bei der Bremer Polizei, um an ihren Rollen zu feilen. Auch dort häufen sich merkwürdige Vorkommnisse. Am Ende eskaliert die Situation zwischen Luise und Jasna. Luise schießt beim Training aus Versehen auf Jasna. | 20. Nov. 2020                    | Pia Hellenthal | Sebastian Colley, Dennis Eick  | Jochen Horst, Matthias Weidenhöfer                                                  |
| 4   | Folge 4       | Angesichts der Eskalationen im Team soll eine Teamaufstellung unter psychologischer Begleitung stattfinden. Dieses scheitert letztlich. In der anschließenden Pause warnt Meret Becker (Tatort Berlin) Luise, dass die Angriffe auf das Team keine Zufälle sind. Beim anschließende Fahrtraining verunglückt Luise. | 20. Nov. 2020                    | Pia Hellenthal | Sebastian Colley, Tarkan Bagci | Meret Becker, Stefan Lampadius                                                      |
| 5   | Folge 5       | Nun ist klar: irgendjemand möchte das neue Team sabotieren. Nachdem die drei Uli zur Rede stellen und in einem Verhörraum versuchen zu einem Geständnis zu bewegen, verfolgen sie ihn zu einer alten Lagerhalle. | 20. Nov. 2020                    | Pia Hellenthal | Sebastian Colley, Tarkan Bagci | Ryan Wichert, Jochen Horst                                                          |
| 6   | Folge 6       | Nachdem Jasna gefangen genommen wird, schleichen sich Luise und Dar in das Lagerhaus und befreien ihre Kollegin. Anschließend decken sie eine Verschwörung auf: das gesamte Dreh-Team will den Tatort sabotieren, um seine Stellung als „alte weiße Männer“ nicht zu gefährden. Jasna, Luise und Dar zeichnen das Geständnis auf. In der anschließenden Tagesschau-Sendung werden die neuen, rein weiblichen Tatort-Kommissare aus München und Köln vorgestellt. | 20. Nov. 2020                    | Pia Hellenthal | Sebastian Colley, Tarkan Bagci | Anna Schudt, Wolfram Koch, Ryan Wichert, Jochen Horst, Stefan Lampadius, Piet Fuchs |